# Вичо Панов
Вичо Панов е български лекар и общественик.

## Биография
Роден е през 1827 г. В 1853 г. Учи в килийно училище, а след това в гръцкото училище в Куручешме в Цариград и във Военномедицинско училище. Завършва медицина в Монпелие, където учи от 1848 до 1853 г. с материалната помощ на Стефан Богориди и вуйчо му – хаджи Симеонко Хадживичов. Първоначално работи като лекар в Орлеан, а след завръщането си по българските земи, от 1857 до края на 1858 г. е лекар в Габрово. През 1860 г. се премества в Шумен. Участва активно в борбата за самостоятелна църква. От 1862 до 1864 г. е главен надзирател на лекарите от карантинните служби в Добруджа. След 1864 г. е главен лекар в Александрия, Румъния. Преподава в Медицинския факултет в Букурещ. Поддържа връзки с Георги Раковски и Панайот Хитов. През 1896 г. д-р Панов е управител-лекар в Шумен.
Умира през 1916 г. в Шумен.